# SCOT-8000-Klasse
Die Kurzform SCOT 8000 (Safety Chemical Oil Tanker) steht für eine Serie von Produkten- und Chemikalientankern spezieller Bauweise mit einer Tragfähigkeit von 8.000 Tonnen.
Die Tankschiffe werden von zwei voneinander getrennten Antriebssystemen in separaten Maschinenräumen sowie zwei voneinander getrennten Propeller- und Ruderanlagen angetrieben und manövriert. Zusätzlich werden sie wie alle modernen Tanker mit einer Doppelhülle gebaut. Das gesamte Konzept macht sie mit zu den sichersten Tankern der Welt.

## Geschichte
Das Konzept der SCOT-8000-Sicherheitstanker wurde von der Hamburger Wappen-Reederei in Zusammenarbeit mit der Kieler Lindenau-Werft entwickelt. Die MAN Ferrostaal AG als Generalunternehmer betreute die Konstruktion der Schiffe, die auf der Werft Șantierul Naval Damen im rumänischen Galați gebaut wurden. Die Schiffe wurden von der Hamburger Wappen-Reederei betrieben.
Im Zuge der Übernahme der Wappen-Reederei durch die RHL Reederei Hamburger Lloyd Ende 2013 kamen die Schiffe zu deren Reedereisparte RHL Hamburger Lloyd Tanker.
2015 trennte sich die Reederei von acht Einheiten der Klasse, deren Eignergesellschaften in Insolvenz gegangen waren. Die Schiffe wurden für zusammen rund 50 Millionen US-Dollar an die neu gegründete türkische Reederei Scot Tanker Gemi İşletmeciliği verkauft.

## Beschreibung

### Sicherheitskonzept
Unfälle von Öltankern mit nur einer Außenhülle lösten oft schwere Umweltkatastrophen aus. Nach der Tankerkatastrophe der Exxon Valdez im Jahre 1989 beschloss die Internationale Seeschifffahrts-Organisation (IMO) ab einer bestimmten Schiffsgröße den Einsatz von Tankern mit einer zweiten Außenhülle (Doppelhüllentanker). Seit 2015 dürfen nur noch Tanker dieser Bauweise zum Einsatz kommen.
Die SCOT-8000-Tanker sind im Bodenbereich und an der seitlichen Außenhaut durchgehend mit einer Doppelhülle ausgestattet, die vom Generalunternehmer als „Knautschzone“ bezeichnet wird. Bei einer Kollision können Schäden an den Lade- und Treibstofftanks vermieden werden bzw. gemildert werden. Der Rumpf des SCOT-8000-Typs leistet bei einer Havarie mehr als doppelt so viel Widerstand wie Schiffe mit einfacher Außenhülle.
Zusätzlich zu der geforderten IMO-Sicherheitsrichtlinie sind alle wichtigen Systeme an Bord doppelt vorhanden und getrennt voneinander zu betreiben (Redundanz-Prinzip): Zwei Hauptmaschinen, die in räumlich getrennten Maschinenräumen untergebracht sind, zwei Hauptschalttafeln, zwei Schiffspropeller, zwei Ruder. Das redundante System von Antrieb und Steuerung gewährleistet beim Ausfall wichtiger technischer Komponenten ein Höchstmaß an Sicherheit, um die Manövrierfähigkeit des Tankers zu erhalten.
Die Klassifikationsgesellschaft Germanischer Lloyd hat den Tankern der SCOT-8000-Reihe das höchste „Sicherheitsprädikat“ RP3 50 % zugesprochen.

### Technische Daten
Als Produkten- und Chemikalientanker sind die Schiffe für den Transport von über 500 verschiedenen Flüssigkeiten, wie beispielsweise Paraffinen, Schmieröl-Additiven, Chemikalien, Ölprodukten und Speiseöle ausgelegt. Die 16 für die verschiedenen Produkte vorgesehenen Tanks mit Größen zwischen 120 und 1185 Kubikmetern können separat geheizt werden. Ihre Reinigung ist durch eine besondere Beschichtung im Innern gewährleistet. Der Ladungsumschlag erfolgt durch 16 Pumpen mit einer Pumpenleistung von jeweils 200 bis 300 Kubikmetern pro Stunde. Die Löschrate liegt bei circa 1.000 Kubikmetern pro Stunde.

## Schiffe
| Schiffsname                  | Baunummer | IMO-Nummer | Indienststellung | Umbenennungen und Verbleib                |
| ---------------------------- | --------- | ---------- | ---------------- | ----------------------------------------- |
| Wappen von Hamburg           | 987       | 9255799    | Dezember 2002    | 2015: Scot Hamburg                        |
| Wappen von Berlin            | 988       | 9255804    | Mai 2003         | 2015: Scot Berlin                         |
| Wappen von München           | 989       | 9255816    | Juni 2003        | 2015: Scot Munchen                        |
| Wappen von Bayern            | 990       | 9255828    | September 2003   | 2015: Scot Bayern                         |
| Wappen von Bremen            | 991       | 9260835    | Dezember 2003    | 2015: Scot Bremen                         |
| Wappen von Leipzig           | 992       | 9260847    | Februar 2004     | 2015: Scot Leipzig                        |
| Wappen von Frankfurt         | 1059      | 9274537    | Dezember 2005    | 2015: Scot Frankfurt                      |
| Wappen von Stuttgart         | 1060      | 9274549    | Mai 2006         | 2015: Scot Stuttgart                      |
| Wappen von Dresden           | 1109      | 9365245    | August 2007      | 2015: RHL Dresden, 2022: Scot Dresden     |
| Wappen von Nürnberg          | 1110      | 9365257    | Dezember 2007    | 2016: RHL Nuernberg, 2022: Scot Nuernberg |
| Wappen von Flensburg         | 1111      | 9365269    | November 2008    | 2016: RHL Flensburg, 2022: Scot Flensburg |
| Wappen von Augsburg          | 1118      | 9378022    | März 2009        | 2016: RHL Augsburg, 2022: Scot Augsburg   |
| Daten: Equasis, IHS Fairplay |           |            |                  |                                           |